# Grimmia fuscolutea
Grimmia fuscolutea là một loài Rêu trong họ Grimmiaceae. Loài này được Hook. mô tả khoa học đầu tiên năm 1818.